# Meridiano 101 oeste
El meridiano 101 oeste de Greenwich es una línea de longitud que se extiende desde el Polo Norte atravesando el océano Ártico, América del Norte, el océano Pacífico, el océano Antártico y la Antártida hasta el Polo Sur.
El meridiano 101 oeste forma un gran círculo con el meridiano 79 este.
Comenzando en el Polo Norte y dirigiéndose hacia el Polo Sur, el meridiano 101 oeste pasa a través de:
| Coordenadas                         | País, territorio o mar    | Notas                                                                                |
| ----------------------------------- | ------------------------- | ------------------------------------------------------------------------------------ |
| 90°0′N 101°0′O / 90.000, -101.000   | Océano Ártico             |                                                                                      |
| 79°45′N 101°0′O / 79.750, -101.000  | Canal de Peary            |                                                                                      |
| 78°57′N 101°0′O / 78.950, -101.000  | Canadá                    | Nunavut - Isla Ellef Ringnes                                                         |
| 78°10′N 101°0′O / 78.167, -101.000  | Danish Strait             |                                                                                      |
| 77°47′N 101°0′O / 77.783, -101.000  | Canadá                    | Nunavut - King Christian Island                                                      |
| 77°43′N 101°0′O / 77.717, -101.000  | Sin nombre                |                                                                                      |
| 76°43′N 101°0′O / 76.717, -101.000  | Canadá                    | Nunavut - Helena Island                                                              |
| 76°36′N 101°0′O / 76.600, -101.000  | Sir William Parker Strait |                                                                                      |
| 76°30′N 101°0′O / 76.500, -101.000  | May Inlet                 |                                                                                      |
| 76°14′N 101°0′O / 76.233, -101.000  | Canadá                    | Nunavut - Bathurst Island                                                            |
| 75°36′N 101°0′O / 75.600, -101.000  | Canal de Parry            | Viscount Melville Sound                                                              |
| 73°48′N 101°0′O / 73.800, -101.000  | Canadá                    | Nunavut - Prince of Wales Island                                                     |
| 73°17′N 101°0′O / 73.283, -101.000  | Ommanney Bay              |                                                                                      |
| 72°44′N 101°0′O / 72.733, -101.000  | Canadá                    | Nunavut - Prince of Wales Island                                                     |
| 72°12′N 101°0′O / 72.200, -101.000  | Canal M'Clintock          | Pasa justo al oeste de Gateshead Island, Nunavut, Canadá                             |
| 70°12′N 101°0′O / 70.200, -101.000  | Canadá                    | Nunavut - Isla Victoria y Admiralty Island                                           |
| 69°27′N 101°0′O / 69.450, -101.000  | Victoria Strait           |                                                                                      |
| 69°5′N 101°0′O / 69.083, -101.000   | Golfo de la Reina Maud    |                                                                                      |
| 67°46′N 101°0′O / 67.767, -101.000  | Canadá                    | Nunavut Manitoba                                                                     |
| 49°0′N 101°0′O / 49.000, -101.000   | Estados Unidos            | Dakota del Norte Dakota del Sur Nebraska Kansas Oklahoma Texas                       |
| 29°21′N 101°0′O / 29.350, -101.000  | México                    | Coahuila Nuevo León Coahuila Zacatecas San Luis Potosí Guanajuato Michoacán Guerrero |
| 17°15′N 101°0′O / 17.250, -101.000  | Océano Pacífico           |                                                                                      |
| 60°0′S 101°0′O / -60.000, -101.000  | Océano Antártico          |                                                                                      |
| 71°52′S 101°0′O / -71.867, -101.000 | Antártida                 | Territorio no reclamado                                                              |